# Delos oualanensis
Delos oualanensis é uma espécie de gastrópode da família Rhytididae.
É endémica de Micronésia.